# Herdredo de Hexham
Herdredo (em latim: Herdredus; em inglês antigo: Heardred) foi um bispo de Hexham de antes de 30 de outubro de 797 até 800. Foi eleito bispo e alguns dias depois, em 30 de outubro, foi consagrado pelo arcebispo Embaldo II e o bispo Higeberto num lugar chamado Woodford. Morreu em 800.